# Ancus Marcius
Ancus Marcius est le quatrième des sept rois légendaires de la Rome antique. Il règne de -640 à -616 (dates approximatives).
Comme ses prédécesseurs, après un bref interrègne, Ancus est élu (en 640 av. J.-C.) par le peuple romain, une élection ratifiée par le Sénat. Son règne nous est présenté principalement par les historiens Tite-Live et Denys d'Halicarnasse.

## Biographie
Plutarque nous enseigne que les historiographes latins s'accordaient pour considérer qu'Ancus Marcius était le fils de Pompilia, l'unique fille de Numa Pompilius, le deuxième roi de Rome. Pour le reste, les avis divergeaient. La majeure part des historiographes considéraient que la mère de Pompilia était Tatia, la fille de Titus Tatius. Ancus Marcius est donc l'arrière-petit-fils de Titus Tatius. Certains considéraient que la mère de Pompilia était la fille de Lucrèce.
Il est le petit-fils de Numa Marcus et de Numa Pompilius et premier pontife romain, donc lui aussi un Sabin. Ancus Marcius, appartenant à la gens Marcia, est donc le petit-fils de Numa Pompilius.

## Un roi pieux
Dès le début de son règne, Ancus charge le grand pontife de mettre par écrit les révélations des Commentaires de Numa, il agrandit le temple de Jupiter Férétrien et instaure le collège des fétiaux. Surtout, Ancus restaure les pratiques religieuses négligées pendant le règne de son prédécesseur, le belliqueux Tullus Hostilius. En effet, selon la tradition et selon lui-même, Tullus, superstitieux et négligeant le rituel, avait été foudroyé pendant un sacrifice mal exécuté. Denys d'Halicarnasse rapporte cependant un autre récit auquel, dit-il, il n'accorde aucune foi, et selon lequel Ancus Marcius aurait en fait profité d'une tempête pour assassiner le roi Tullus Hostilius en incendiant sa maison.

## Un roi bâtisseur

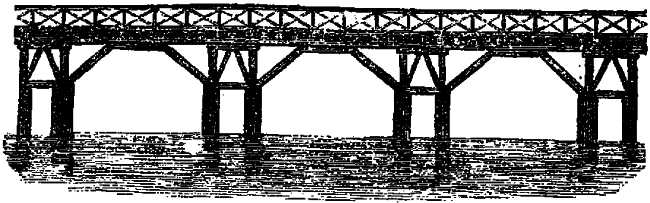
Le pont Sublicius, selon Luigi Canina.

Ancus agrandit la Ville : il crée le premier pont en bois sur le Tibre, le pont Sublicius et annexe le Janicule. Il étend l'influence de Rome vers la mer en créant à l'embouchure du Tibre le port d'Ostie et en construisant des salines, ainsi qu'un camp militaire. La construction d'Ostie est d'ailleurs le point le plus contesté du récit traditionnel. Aucune découverte archéologique n'est venue corroborer cette thèse et tous les éléments mis au jour montrent que la construction du port est beaucoup plus tardive. Il dirige aussi la construction du fossé des Quirites et de diverses autres fortifications (sur l'Aventin et le Janicule, entre autres). Son règne est également marqué par l'apparition de problèmes sociaux : la prison du Tullianum est creusée en pleine ville, au flanc du Capitole, pour les délinquants.

## Un roi guerrier
Le bonus Ancus est présenté comme un roi pacifique, mais, d'après Tite-Live, « les circonstances convenaient mieux à un Tullus Hostilius qu'à un Numa », et Ancus est souvent amené à faire la guerre contre ses voisins. Les Latins sont vaincus (guerres contre Politorium, Médullia, puis Tellènes et Ficana) et déportés en grand nombre autour du mont Aventin qui est intégré à la Ville. On fait aussi allusion à des batailles contre Fidènes (où Tarquin est cité comme lieutenant d'Ancus) et Véies.
La fonction guerrière d'Ancus Marcius est aussi marquée par le fait que sa première préoccupation était la protection de cette cité : c'est pour empêcher les voisins de Rome de s'installer sur le Janicule qu'il l'annexe et le fortifie. De plus, Tite-Live précise qu'Ancus Marcius a fait creuser le fossé des Quirites afin de protéger Rome.

## La succession étrusque
L'ambitieux Lucumon se place dans l'entourage d'Ancus Marcius : il devient l'ami du roi et est nommé tuteur de ses deux fils. Par d'habiles manœuvres politiques, il parvient à se faire élire comme successeur d'Ancus Marcius en 616 av. J.-C. et devient le premier roi étrusque de Rome sous le nom de Tarquin l'Ancien.

## Annexe